# Марітчак Олександр
Олекса́ндр Марітча́к  (8 вересня 1887 — 1 жовтня 1981) — адвокат, політичний діяч, професор міжнародного права Львівського таємного університету, діяч УНДО, дійсний член Наукового Товариства імені Тараса Шевченка (з 1918).

## Життєпис
Народився у Стрию (тепер Львівська область). Закінчив Львівський університет. До Першої світової війни 1914–1918 займався адвокатською практикою в Рудках поблизу Львова. В 1918—1919 роках — посол Української Національної Ради ЗУНР — ЗО УНР. У 1921–1923 роках — керівник канцелярії закордонного уряду Євгена Петрушевича у Відні та секретар Західно-Українського Товариства Ліги Націй. В 1923 року повернувся до Львова, викладав право у Львівському (таємному) Українському Університеті, в 1939—1941 — професор, завідувач кафедрою міжнародного права Львівського університету. В 1920—1930-х рр. брав активну участь у політичному житті Галичини. Належав до Українського Національно-Демократичного Об'єднання (УНДО), член Центрального Комітету цієї організації. Був членом партійної фракції, що згуртувалася навколо тижневика «Рада». В 1930-х р. Олександр Марітчак виступав оборонцем під час політичних процесів, які влаштовувала польська окупаційна влада над членами Української Військової Організації і Організації Українських Націоналістів (суд над Дмитром Данилишиним, Василем Біласом, Мар'яном Жураківським і 3еноном Коссаком, грудень 1932; суд над Миколою Лемиком, листопад 1933).
В 1941 року після проголошення Акту відновлення Української Держави — заступник міністра закордонних справ (Володимир Стахів) в уряді УДП Ярослава Стецька.
У післявоєнний час жив у Мюнхені, де в 1946—1949 викладав правознавство в Українській Вищій Економічній Школі. В 1949 переїхав у США, брав участь у діяльності українських громадсько-політичних організацій в Америці. Помер у Мічигані.